# Albert Messein
Pour l’article homonyme, voir Messein.
Albert Messein, né le 22 janvier 1873 à Paris et mort le 26 décembre 1957 à Nice, est un éditeur français de poésie du XXe siècle, notamment celui de Paul Verlaine.

## Parcours
Fils de marchands de vins parisiens, Nicolas Messein et Aline Augustine Gaillard, installés dans le 5e arrondissement au 42 boulevard Saint-Germain, Albert Messein commence semble-t-il son activité d'éditeur dans les années 1890. Il reprend la librairie et le fonds des Éditions Léon Vanier lié à Paul Verlaine ainsi que celui de Rimbaud dont les droits lui échapperont par la suite. Sous l’appellation Librairie Léon Vanier, A. Messein, Successeur, il demeurera toute sa carrière dans la boutique des Vanier, au 19 quai Saint-Michel.
Parisien, Messein reste un éditeur de poètes. Il édite d'abord ce qu'il appelle « les manuscrits de maîtres » : Verlaine (dont il éditera l’œuvre complète), Charles Baudelaire (quelques inédits), Germain Nouveau, Adolphe Willette, Albert Samain, Stéphane Mallarmé, Tristan Corbière ; mais aussi les travaux posthumes de Laurent Tailhade, l’œuvre complète de René Ghil et de nombreux textes d'Édouard Dujardin.
Il fera connaitre l'œuvre de Verlaine au grand public. Comme il ne put jamais récupérer les droits sur Arthur Rimbaud, il publia Ernest Delahaye, l'un de ses premiers exégètes, qui par ailleurs le fournit en préfaces, textes inédits et autres trouvailles verlainiennes. Le bibliographe Adolphe van Bever lui proposa aussi quelques études.
Messein fut aussi un éditeur de revues. En janvier 1909, il lance sous sa marque Akademos, « Revue mensuelle d'Art libre et de critique » fondée par Jacques d'Adelswärd-Fersen, premier périodique français ouvert à l'homosexualité. Outre que Messein était déjà l'éditeur de Fersen, rappelons qu'en 1903, il publiait, et de façon clandestine, Hombres de Verlaine. Il édite également d'autres revues comme La Phalange dirigée par Jean Royère, ainsi que la collection éponyme, et La Proue « revue des poètes indépendants » dirigée par Marcel de Chabot et Ali-Bert.
En février 1911, Albert Messein commence à utiliser la dénomination Albert Messein, Libraire-Éditeur, Successeur de Léon Vanier, qui deviendra, après la Première Guerre mondiale durant laquelle il est mobilisé puis fait prisonnier, simplement Albert Messein, Éditeur.
En avril 1921, il se marie avec Blanche-Claire Knoll.
Dans les années 1920-30, Albert Messein est réputé pour se reposer un peu trop sur Verlaine et pratiquer à outrance le compte d'auteur. Son fonds a vieilli, symbolistes et décadents sont passés de mode mais sa production ne faiblit pas : son catalogue compte plus de 650 titres en 1938. Il édite également quelques œuvres poétiques appartenant au thème de l'exotisme africain comme Le Chant des mosquées (1927) et Mirages et chimères (1930) de Cécile de Multedo,,. 
Lors d'un entretien pour Le Figaro (1929) concernant ses activités d'éditeur, il déclare : « Ma maison a eu l’œuvre de Rimbaud, qu’elle a perdue à la suite de dissentiments entre Vanier et Paterne Berrichon. Elle a encore celle de Verlaine. Je n’édite guère que des poètes, et je tâche de continuer la tradition de Vanier, mais en dehors de toute formule d’école. Je reçois plus de trois cents manuscrits par an. J’en publie une trentaine, de tous les genres, pourvu qu’ils manifestent du talent et que ce talent ait l’accent français. Peut-on exiger, d’un éditeur de poètes, des obligations plus rigoureuses ? ». Cette année-là, il est fait chevalier de la Légion d'honneur. 
Sous l'Occupation, il se fait discret mais on note qu'il n'a point perdu en quelque sorte son sens de l'édition : il publie une plaquette intitulée À la venvole signée Georges Brassens (1942) puis quelques poèmes de Maryse Choisy… 
Il fut aussi un grand bibliophile puisque nous savons qu'il détenait plusieurs poésies manuscrites de Rimbaud probablement inconnues de nous[réf. nécessaire] dont il échangea une des pièces (Jeunesse II, III, IV des Illuminations) avec Stefan Zweig.
Après quelques publications entre 1945 et 1952, il abandonne son commerce et finit ses jours à Nice : le chercheur Michael Pakenham décrit les fameux locaux du quai Saint-Michel transformés en une boutique à souvenirs.